# Herforth
Herforth (oprindeligt Herfurt) er en borgerlig slægt af tysk oprindelse, der kom til Danmark i begyndelsen af 1600-tallet med kongelig berider på Frederiksberg og staldmester, Hans Herfurt (død 1646). Hans søn, Ludvig Hansen Herfurt (død 1686), blev i 1650 sognepræst i Føllenslev og Særslev sogne i Nordvestsjælland, men blev afsat i 1670 på grund af en strid forbrugsafgiftsforvalteren i Kalundborg. Det fortælles om ham, at han under Københavns belejring egenhændigt skød en række svenske soldater, som strejfede rundt i hans kirkebyer, og hemmeligt lod dem nedgrave i præstegårdshaven. Hans sønnesøn, Ludvig Nicolai Herforth (1687-1749), var sognepræst i Haslev og Bråby sogne og tjente tillige på Bregentved i en længere periode som præst. Dennes søn, Hans Henrich Herforth (1724-1778), bragte slægten til København, hvor den siden hovedsagelig har levet, først som hørkræmmer og siden som kontrollør ved Det Kongelige Tobaks Hovedmagasin. Han var far til Mathias Herforth (1761-1817), bogholder ved St. Croix Sukkerraffinaderi, og isenkræmmer Ludvig Nicolai Herforth (1760-1841), hvis to sønner delte slægten i en ældre og en yngre linje.
Den ældre linje nedstammer fra direktør for Københavns Fattigvæsen, major Hans Henrik Herforth (1793-1883), hvis ældste søn, overretsprokurator Christian Herforth (1818-1892), i sit ægteskab med Christiane Johanne Rée (1822-1889) var far til sønnerne hof-herreekviperingshandler Herman Herforth (1851-1908); hof-manufakturhandler Joseph Herforth (1853-1931) hvis søn, overretssagfører Knud Herforth (1889-1943), giftede sig med Else von der Recke f. Duvier (1888-1965), datter af glarmester August Duvier, og hvis tre døtre, Vanda (1886-1969), Ebba (1890-1970) og Kate Herforth (1882-1976), giftede sig henholdsvis med skibsbygningsingeniør Svend Henningsen, frihavnsdirektør Oscar Thielsen og højesteretssagfører Otto Bang; overretssagfører Christian Hjelm Herforth (1856-1885), hvis søn, overretssagfører Hans Hjelm Herforth (1885-1937), i sit ægteskab med Else Bramsen (1886-1976), datter af sparekassedirektør Julius Bramsen, var far til Agnete Herforth (1912-2000), gift med landsretssagfører Adam von Hauch; isenkræmmer og assurandør Poul Herforth (1863-1930); kreditforeningsdirektør Carl Herforth (1866-1937), hvis to døtre, Lilly (1891-1975) og Gerda Herforth (1895-1945), giftede sig henholdsvis med landsdommer Poul Gammeltoft og grosserer Emil Benthien; samt døtrene Sophie Herforth (1850-1891), gift med læge, etatsråd Arnold Gamél; Henriette Herforth (1859-1933), gift med direktør fo de danske sukkerfabrikker, konferensråd Carl Gammeltoft; og Marie Louise Herforth (1861-1934) som i sit ægteskab med fabrikant Nyebølle var mor til Christiane Nyebølle (1889-1975), gift med juraprofessor Henry Ussing.
Slægtens yngre linje stammer fra bogholder hos Hans Puggaard, Niels Hansen Herforth (1796-1875), som fik tre sønner med Juliane Cathrine Herforth (1798-1876). Ældste søn Ludvig Nicolai Thorkild Herforth (1832-1890) blev cand.jur. i 1861 og var revisor i Kjøbenhavns private Laanebank. I begyndelsen af 1900-tallet oprettedes Det Herforthske Familielegat for isenkræmmer Ludvig Nicolai Herforths efterkommere, der i mange år blev administreret af flere af familiens medlemmer. Desuden er udført en lang række portrætmalerier af familiens medlemmer fra begyndelsen af 1700-tallet og adskillige generationer frem, hvilket er bemærkelsesværdigt i en dansk borgerfamilie.